# Миладин Шеварлић
Миладин Шеварлић (Београд, 26. фебруар 1943) српски је драмски писац. Сем драмских дела, писао и филмска и телевизијска сценарија, прозу, песме, есеје и позоришне критике.

## Биографија
Рођен је и школовао се у Београду.. Године 1967. дипломирао је светску књижевност на Филолошком факултету, а 1968. године завршава драматургију на Факултету драмских уметности у Београду у класи професора Јосипа Кулунџића.
Радни век провео, углавном, у позориштима као драматург, уметнички директор и управник. Био је, такође, одговорни уредник у Уметничком програму Телевизије Београд и главни уредник издавачког предузећа Просвета. Главни је и одговорни уредник часописа Драма. Удружења драмских писаца Србије, чији је председник био у више мандата. Члан је Удружења књижевника Србије по позиву.
Аутор је више од тридесет драмских дела која су (почев од 1968) играна у позориштима у земљи и иностранству, емитована на радију и телевизији, те штампана у периодици, збиркама, антологијама и посебним издањима. Објавио је пет књига Изабраних драма. Режирао је и два своја позоришна комада: Господин министар и Заводник.

## Дела

### Позоришне драме
- У рукама отаџбине
- Сведок из Мртвог дома
- Одлазак Дамјана Радовановића
- Оптимист
- Смрт пуковника Кузмановића
- Пропаст царства српскога
- Душевна болница
- Кум
- Небеска војска
- Косово
- Код Златног вола
- Змај од Србије
- Карађорђе
- Господин министар
- Црни Петар
- Љубав побеђује
- Вуци и овце или Србија на Истоку
- Заводник
- Дивљач је пала
- Нови живот
- Мала српска комедија
- Византијски аметист
- Скерцо
- Балканска рапсодија
- Апсолутни слух
- Издајник
- Смрт на излету
- Мерлинкина исповест
- Антиквар
- Балкански гамбит

### ТВ, радио-драме и сценарија
- Одлазак Дамјана Радовановића, тв драма
- Смрт пуковника Кузмановића, тв драма
- Повратак Вука Алимпића, тв драма
- Пролеће у Лимасолу, тв филм
- Недељни ручак, играни филм
- Пад Бастиље, радио-драма
- Коперник, радио-драма
- Купићемо виноград, радио-драма

### Остало
Објављивао песме и есеје у књижевним часописима, шездесетих и седамдесетих (Савременик, Књижевност, Дело...), позоришне критике у Политици експрес, седамдесетих и есеје из области друштвене и културне проблематике у листу Борба, деведесетих година; касније у часопису Драма и другим публикацијама.
Есеј (предавање) Србија на стрмој равни, видео снимак предавања у Центру за неговање традиционалне културе у Крагујевцу.
Сценска адаптација Горског вијенца, П. П. Његоша, изведена му је 1973. у Црногорском народном позоришту, а драматизација (са Ј. Павићем) романа Трен 2, А. Исаковића, 1985. у Културном центру у Београду. Роман Смрт пуковника Кузмановића објавила му је Српска књижевна задруга (1986), а Енциклопедију веровања и обичаја  (са М. Зупанцом), Сфаирос (1989) и Плато (2001). Код Платоа му је изашла и књига есеја Српска Атлантида, 2002. године. Сећања на време проведено у Нишу на месту управника и уметничког директора Народног позоришта објавио је у форми дневничких бележака обогаћених документарним материјалом у књизи Виски и трубачи (Београд, Културно просветна заједница Србије, 2014).
Соба без излаза (Албатрос плус, 2020), књига есеја Чекајући Армагедон (Чигоја, УДПС, 2023), књига Из дневника (Чигоја, УДПС, КПЗС, 2024).

## Награде
- Награда на првом (анонимном) конкурсу Удружења драмских писаца Србије (1980) за драму Пропаст царства српскога.
- Три награде Бранислав Нушић за драме Небеска војска (1986), Змај од Србије (1990) и Заводник (2000)[1].
- Стеријина награда на 29. Стеријином позорју (1994), за драму Змај од Србије[1].
- Награда за текст на Фестивалу праизведби у Параћину (1994), за драму Змај од Србије.
- Награда Јоаким Вујић (1995) за драму Карађорђе[1].
- Награда Златни беочуг „за трајни допринос култури Београда“ (1999).
- Признање Владе Републике Србије за врхунски допринос националној култури (2011).
- Високо међународно признање за животно дело Академије Иво Андрић (2014).
- Вукову награду Културно-просветне заједнице Србије за нарочите резултате у стваралачком раду на ширењу образовања, културе и науке у Републици Србији и свесрпском културном простору (2016).